# Missas do parto

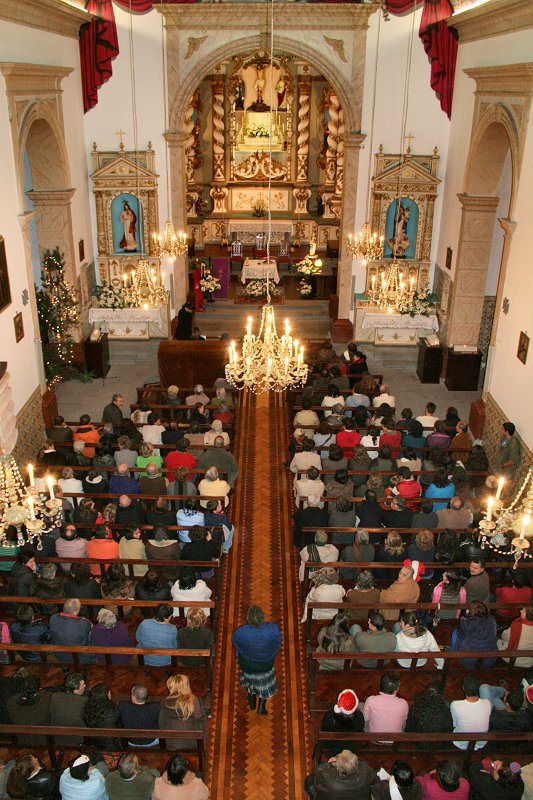
Missa do parto na Madeira

As missas do parto são uma das maiores tradições natalícias das ilhas da Madeira e Porto Santo, em Portugal. Consistem em nove missas celebradas na novena que antecede o dia de Natal — de 16 a 24 de dezembro —, em todas as paróquias do arquipélago, ao fim da madrugada. São uma devoção mariana e comemoram a gravidez da Virgem Maria, na figura da Nossa Senhora do Ó que, na Madeira, é chamada nossa Senhora doou Virgem  Parto. Após as missas do parto segue-se a missa do galo, na noite de 24 de dezembro.
Estas eucaristias são muito participadas, porque para além do lado religioso, têm um lado profano, lúdico e recreativo. Nelas, são entoados cânticos próprios da ocasião pelo coro e pelos fiéis. Findo o ato litúrgico, as pessoas reúnem-se no adro da igreja em convívio, partilham comes e bebes — bebidas quentes (cacau quente, café), licores, poncha, broas de mel e de coco, rosquilhas e sandes de carne vinha-d'alhos — e formam-se grupos de cantares onde se tocam instrumentos musicais regionais, como o rajão, as castanholas, a braguinha ou machete, o pandeiro, o pife, o bombo e a gaita ou harmónica. Apesar de ser menos frequente hoje em dia, também se lançam foguetes e bombas.

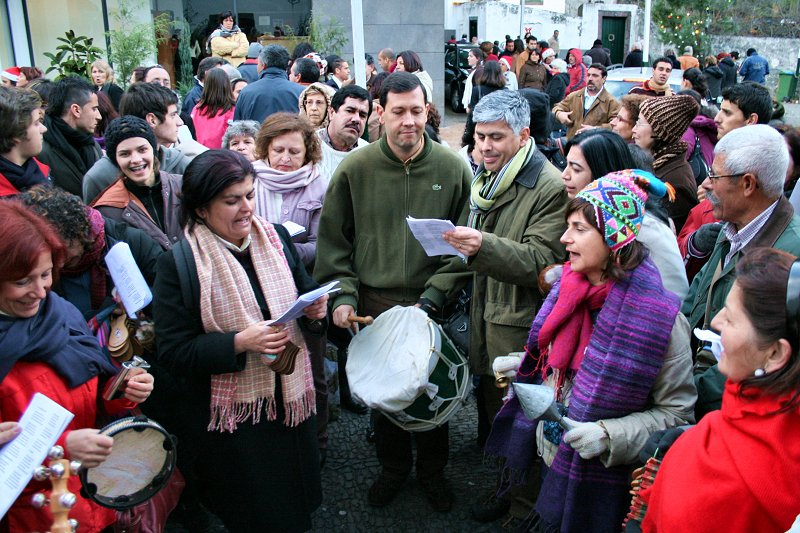
Convívio e grupo de cantares, com instrumentos musicais, depois de uma missa do parto, na Madeira

## História
É um costume antigo e documentado, pelo menos, desde início do século XVIII.
No dia 17 de dezembro, a Igreja celebra a Festa da Nossa Senhora do Ó, assim denominada em virtude de começarem pelo vocativo Ó as antífonas que se rezam nas chamadas «Vésperas», desde esse dia ao dia 24. A Igreja fixou na festa da Nossa Senhora do Ó a Expectação do Parto da Santíssima Virgem. Por isso, a Igreja madeirense celebra, desde a véspera da festa da Senhora do Ó (16 de dezembro) até à véspera de Natal, as nove missas do parto, em honra da Virgem pelo parto divino que Ela há-de ter, culminando na missa do galo, honrando o nascimento do Menino. As missas do parto madeirenses são consideradas uma adaptação local das Novenas ao Menino Jesus praticadas nos séculos XVIII e XIX no Norte de Portugal.
Hoje em dia, a maioria das paróquias começa as celebrações a 16, mas algumas já o fazem a 15 de dezembro.
O porquê de estas missas se realizarem às primeiras horas da madrugada (normalmente entre as 5 e as 7h) pode ser pelo simbolismo da semelhança com a hora e ambiente em que Jesus nasceu e por Este ser "a luz que nasce para o mundo", ou por ser esta a hora conveniente para os lavradores que começavam a labuta também muito cedo.